# Stazione di Cuneo
Stazione di Cuneo vasútállomás Olaszországban, Cuneo településen.

## Vasútvonalak
Az állomást az alábbi vasútvonalak érintik:
- Fossano-Cuneo-vasútvonal
- Cuneo-Limone-Ventimiglia-vasútvonal
- Mondovì-Cuneo-vasútvonal
- Savigliano–Saluzzo–Cuneo-vasútvonal

## Kapcsolódó állomások
A vasútállomáshoz az alábbi állomások vannak a legközelebb:
- San Benigno di Cuneo railway station
- Roata Rossi railway halt
- Stazione di Cuneo Gesso
- Stazione di Borgo San Dalmazzo